# Кузнецкие ферросплавы
Кузне́цкие ферроспла́вы — предприятие металлургического комплекса, расположено в городе Новокузнецк Кемеровской области. Полное название — Акционерное общество «Кузнецкие ферросплавы», Сокращённое наименование — АО «КФ».

## История
Кузнецкий завод ферросплавов построен в 1942 году. На территории предприятия был размещен эвакуированный Запорожский завод ферросплавов. В 1993 предприятие акционировано. С 2000 по 2002 предприятие находится под управлением группы МДМ. В 2002 под контролем ЧЭМК. С 2010 года под контролем Урало-Сибирской металлургической компании. В марте 2024 года собственником 100 % акций ЧЭМК и Кузнецких ферросплавов стала Российская Федерация в лице Федерального агентства по управлению государственным имуществом.

## Деятельность
Производство ферросилиция для раскисления и легирования стали, в машиностроении — для модификации чугуна и в химической промышленности — для получения водорода. Производство микрокремнезема — ценного материала для строительной промышленности, используемого для получения бетонов нового поколения со специальными свойствами: сверхвысокопрочные, повышенные морозо-, сульфато- и коррозийная стойкость, водонепроницаемость. При использовании микрокремнезема появляется возможность экономии цемента в бетонах без потери их технологических свойств. Кроме того, микрокремнезем нашел широкое применение при производстве сухих строительных смесей, огнеупорных материалов, керамик, пластических масс. В металлургии микрокремнезем используется как эффективный заменитель асбестита для утепления изложниц, сталь- и промковшей в процессе разливки стали.
Основу производственной базы предприятия составляют три цеха по производству ферросилиция, цех по производству гранулированного ферросилиция и электродной массы(цех производства электродной массы снесен в 2019 году), цех по переработке и фракционированию ферросилиция. Также выпускает кварцит. Кроме того, в состав предприятия входят несколько цехов вспомогательного производства, среди которых энергетический цех, ремонтно-механический цех, цех ремонта металлургического оборудования и ряд других.
Объём выбросов за 2019 год 8517,9 т

## Транспорт
Железнодорожная ветка подходит со ст. Обнорской, располагающейся недалеко от завода. На самом предприятии используются тепловозы
серии ТГМ-4(?) А так же на заводе есть автотранспортный цех, который отвечает за перевозку сырья на территории завода и за её пределами.

## Филиалы
- Юргинский ферросплавный завод — Юрга (1039 работающих), Рудничный Анжеро-Судженского городского округа (595 работающих)[12]
- Сельскохозяйственная компания Ариант (50 % — КЗФ , 50 % — ОЭМК)
- ООО «СОЦРЕМОНТ ОАО КФ» (Новокузнецк)

## Спонсорство
- Являлся генспонсором футбольного клуба «Металлург-Кузбасс» в 2012—2013
- Являлся генспонсором регбийного клуба «Металлург»

## Персоналии
- Рунов, Алексей Ефимович — Директор (1942—1960)
- Дашевский, Яков Вениаминович — Главный инженер (1942—1945)
- Пищенюк, Павел Иванович — Герой Социалистического Труда, первым пробил лётку
- Ананьев, Михаил Александрович — директор в 1960—1968
- Сальников, Григорий Иванович — директор (1968—1985)
- Жиляков, Сергей Свиридович — директор в 1985—2002
- Кожокару, Емельян Самсонович — Герой Социалистического Труда
- Максимов Александр — директор с 2004 по 2016 год. Депутат Госдумы РФ 7 созыва